# Karl Friedrich David von Lindheim
Karl Friedrich David von Lindheim (* 7. September 1791 in Königsberg; † 5. August 1862 in Bad Teplitz) war ein preußischer General der Infanterie, Chef des Militärkabinettes und seit 1859 Militärgouverneur der preußischen Provinz Schlesien.

## Leben

### Herkunft
Karl Friedrich David war der Sohn von Johann Philipp von Lindheim (1747–1825) und dessen Ehefrau Katharina Luise Anna, geborene von Werner (* 1760). Sein Vater war preußischer Major a. D., zuletzt im 4. Ostpreußischen Infanterieregiment, Ritter des Ordens Pour le Mérite sowie Postmeister von Graudenz. Seine Mutter war die Tochter des hessischen Generalleutnants Leopold Christoph Daniel von Werner (1712–1780) und dessen Ehefrau Christine Louise Roth (1725–1780).

### Militärkarriere
Lindheim trat bereits am 15. Februar 1802 als Gefreiterkorporal in das Füsilierbataillon „von Stutterheim“ der 2. Ostpreußischen Füsilierbrigade der Preußischen Armee ein. Dort wurde er am 18. Oktober 1805 Sekondeleutnant und nahm am Feldzug 1806/07 gegen die Franzosen teil. Er kämpfte in den Schlachten von Jena und Preußisch Eylau und war bei den Gefechten bei Lauenburg, Schippenbeil, Heilsberg, Braunsberg, Wachern und Königsberg. Nach dem Frieden von Tilsit kam Lindheim zunächst in das 3. Ostpreußische Infanterieregiment und im Juni 1809 in das Füsilierbataillon des 1. Garde-Regiments zu Fuß. Mit diesem Regiment nahm er zunächst als Premierleutnant, später als Stabskapitän sowie als Kapitän und Kompaniechef an den Befreiungskriegen 1813/15 teil. Für seine Leistungen während der Schlacht bei Großgörschen erhielt er das Eiserne Kreuz II. Klasse und kämpfte noch bei Bautzen, Dresden, Kulm, Leipzig und Laon. Nach Friedensschluss stieg Lindheim zum Major und Bataillonskommandeur auf. Am 30. März 1829 wurde er Flügeladjutant von Friedrich Wilhelm III. In dieser Stellung verblieb Lindheim auch nach seiner Ernennung zum vortragenden Generaladjutant des Königs am 16. Mai 1834. Zeitgleich mit seiner Beförderung zum Generalmajor am 13. Juni 1840 wurde er zum Generaladjutant des neuen Königs Friedrich Wilhelm IV. ernannt.
Lindheim wurde dann im März 1846 zum Kommandeur der 12. Division ernannt und am 27. März 1847 zum Generalleutnant befördert. Im Jahr darauf gab er dieses Kommando ab und wurde am 7. März 1848 zum Kommandeur der 11. Division in Breslau ernannt. Man beauftragte ihn dann am 10. September 1849 mit der Vertretung des Kommandierenden Generals des VI. Armee-Korps. Die Ernennung zu dieser Stellung folgte schließlich am 23. März 1852. Im August 1853 wohnte er den großen Truppenübungen des russischen Garde- und Grenadierkorps bei Krasnoje Selo bei. Schließlich wurde Lindheim am 15. Oktober 1856 zum General der Infanterie befördert und am 14. Juni 1859 zum Militärgouverneur der Provinz Schlesien ernannt.
Aufgrund seines angegriffenen Gesundheitszustandes nahm Lindheim eine Kur in Bad Teplitz und verstarb während des Aufenthalts dort. Er wurde am 9. August 1862 in Erdmannsdorf beigesetzt.

### Ehrungen
Der König ernannte Lindheim am 18. September 1858 zum Chef des 10. Infanterieregiments. Seit 1831 war er Ehrenritter des Johanniterordens. Außerdem war Lindheim Inhaber folgender hoher Orden:
- Russischer Sankt-Stanislaus-Orden II. Klasse am 27. November 1834
- Orden des Heiligen Wladimir III. Klasse am 30. September 1835
- Kommandeur I. Klasse des Ludewigs-Ordens am 15. November 1835
- Russischer Orden der Heiligen Anna I. Klasse am 26. September 1843
- Orden der Eisernen Krone I. Klasse am 21. Juni 1849
- Ehrenkreuz I. Klasse des Fürstlichen Hausordens von Hohenzollern am 29. April 1852
- Alexander-Newski-Orden am 3. Juni 1852
- Roter Adlerorden I. Klasse mit Eichenlaub und Brillanten am 23. April 1853
- Ritter des Schwarzen Adlerordens am 17. Oktober 1861

### Familie
Lindheim hatte sich am 26. Dezember 1821 in Dessau mit Amélie Agnes Leopoldine, geborene Gräfin von Waldersee (1799–1826) verheiratet. Sie war die Tochter des Schriftstellers Franz von Waldersee. Nach ihrem Tod heiratete Lindheim am 16. November 1835 Luise Alexandrine Dorothea, geborene von Borstell (1804–1889). Sie war die Tochter des preußischen Generalleutnants Emil von Borstell (1778–1856) und Hofdame von Kronprinzessin Elisabeth von Preußen. Aus den Ehen gingen fünf Kinder hervor, darunter:
- Karoline (1782–1867) ⚭ Karl Bernhard von Budberg (1810–1867), preußischer Generalmajor
- Friedrich Wilhelm Ludwig Heinrich Karl (1836–1897), preußischer Major a. D. und Direktor der Paket AG